# Been Thru This Before
Been Thru This Before è un singolo del rapper statunitense Saint Jhn, pubblicato il 3 aprile 2020

## Tracce
1. Been Thru This Before – 3:37